# 严敬明
严敬明（1934年—2023年1月5日），男，上海人，中国妇产科专家，教授，硕士生导师，曾任复旦大学附属妇产科医院研究所副所长。